# 福島介護福祉専門学校
福島介護福祉専門学校（ふくしまかいごふくしせんもんがっこう）は、福島県二本松市に所在した専修学校。

## 概要
1996年に開校。
福島県で最初に設置された介護福祉士・社会福祉主事を養成する学校。
教育・社会福祉と介護福祉の専門課程が設置されていた。
2023年3月10日に最後の卒業式と閉校式が行われる。卒業生は計1,701人。